# 黑腹木紋龜
黑腹木紋龜（學名：Rhinoclemmys melanosterna）是木紋龜屬下的一種龜，發現於哥倫比亞、厄瓜多爾和巴拿馬。